# 第25回ロサンゼルス映画批評家協会賞
第25回ロサンゼルス映画批評家協会賞は、ロサンゼルス映画批評家協会によって1999年の映画に贈られた映画賞である。

## 受賞
- 主演男優賞: 
  - ラッセル・クロウ – 『インサイダー』

- 主演女優賞:
  - ヒラリー・スワンク – 『ボーイズ・ドント・クライ』

- アニメ映画賞:
  - 『アイアン・ジャイアント』

- 撮影賞:
  - ダンテ・スピノッティ - 『インサイダー』

- 監督賞: 
  - サム・メンデス - 『アメリカン・ビューティー』

- ドキュメンタリー賞:
  - 『ブエナ・ビスタ・ソシアル・クラブ』

- 作品賞:
  - 『インサイダー』

- 外国映画賞:
  - 『オール・アバウト・マイ・マザー』 ( スペイン)

- 音楽賞: 
  - 『サウスパーク/無修正映画版』 - マーク・シャイマン、トレイ・パーカー

- 美術賞:
  - 『スリーピー・ホロウ』 - リック・ハインリクス

- 脚本賞:
  - 『マルコヴィッチの穴』 - チャーリー・カウフマン

- 助演男優賞:
  - クリストファー・プラマー - 『インサイダー』

- 助演女優賞: 
  - クロエ・セヴィニー - 『ボーイズ・ドント・クライ』